# دينيس ماكيوين
دينيس إم ماكيوين (26 يناير 1949 - 6 يونيو 2022) أكاديميًا وباحثًا وكاتبًا بريطانيًا يركز على الدراسات الفارسية والعربية والإسلامية. قام بتأليف العديد من الكتب والمقالات الأكاديمية، بالإضافة إلى العديد من المقالات الصحفية. منذ عام 2014، نشر عددًا من المقالات حول الأحداث الجارية مع التركيز على الشرق الأوسط في معهد جيتستون، والذي كان زميلًا أول فيه. كان محررًا أول من 2009 إلى 2010 في المجلة الفصلية للشرق الأوسط، وهو منشور لمركز الأبحاث الأمريكي منتدى الشرق الأوسط، حيث كان أيضًا زميلًا.
أما دوره كروائي، كتب ماكوين تحت الأسماء المستعارة دانيال إيسترمان وجوناثان أيكليف. كان ماكوين بهائيًا سابقًا وكتب في عام 2009 أنه يعتبر نفسه علمانيًا إنسانيًا.
في أوائل يونيو 2022، توفي ماكيوين عن 73 عامًا بسبب مضاعفات فيروس كورونا.